# Flottillenapotheker (Bundeswehr)
Flottillenapotheker (dobesedno nemško Apotekar flotilje; okrajšava: FltlAp; kratica: FTLAP) je specialistični častniški čin za sanitetne častnike farmacevtske izobrazbe v Bundesmarine (v sklopu Bundeswehra). Sanitetni častniki medicine oz. dentalne medicine nosijo čin Oberfeldarzta (Heer/Luftwaffe) oz. Flottillenarzta (Bundesmarine) in veterinarji nosijo čin Oberfeldveterinärja (Heer); čin je enakovreden činu podpolkovnika in Oberfeldapothekerja (Heer in Luftwaffe) in činu kapitana fregate (Marine).
Nadrejen je činu višjega štabnega lekarnarja in podrejen činu flotnega lekarnarja. V sklopu Natovega STANAG 2116 spada v razred OF-4, medtem ko v zveznem plačilnem sistemu sodi v razred A15.

## Oznaka čina
Oznaka čina je enaka oznaki čina kapitana fregate, pri čemer ima na vrh oznake dodano še oznako specializacije: kača nad izparilnico.
Galerija
- Narokavna oznaka
- Naramenska epoletna oznaka